# Ferrovia Modena-Mirandola
La ferrovia Modena-Mirandola era una linea ferroviaria in concessione che univa la città di Modena alla cittadina di Mirandola e, tramite una diramazione dalla stazione di Cavezzo, a quella di Finale Emilia.

## Storia

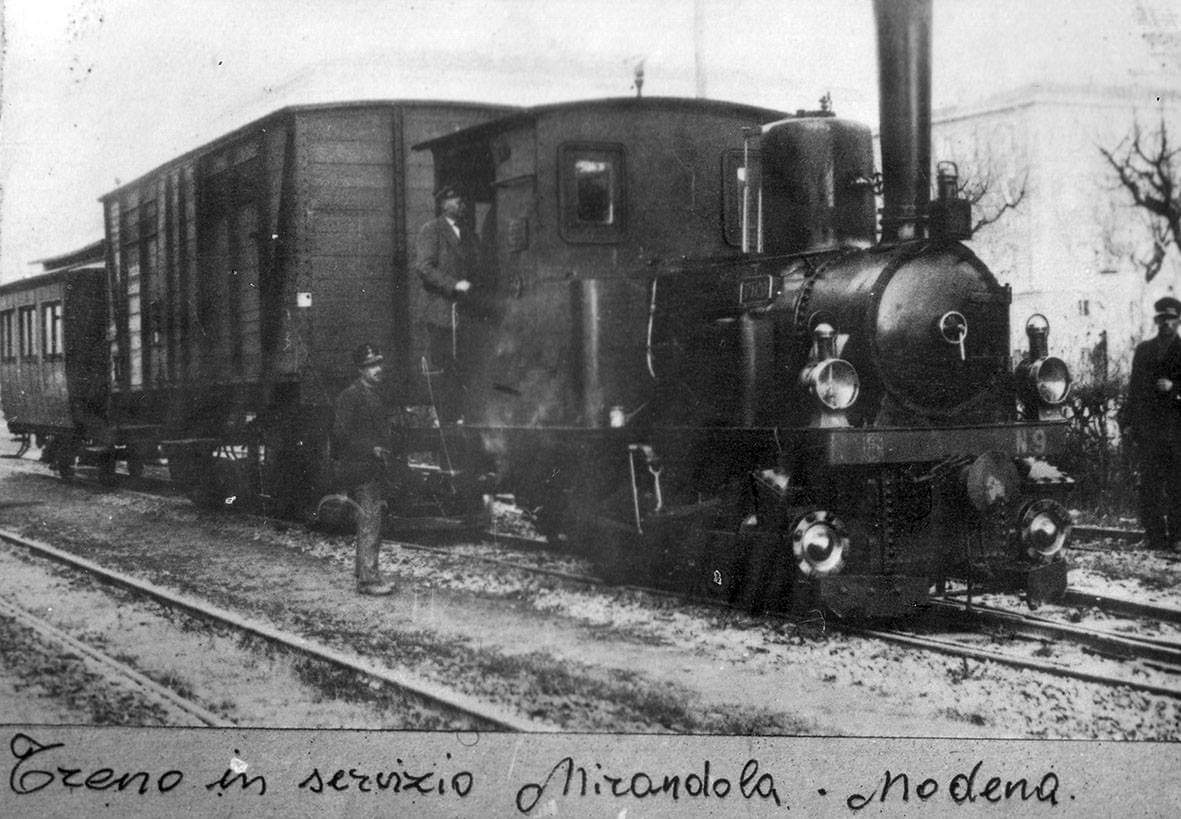
Treno a vapore in servizio tra Mirandola e Modena

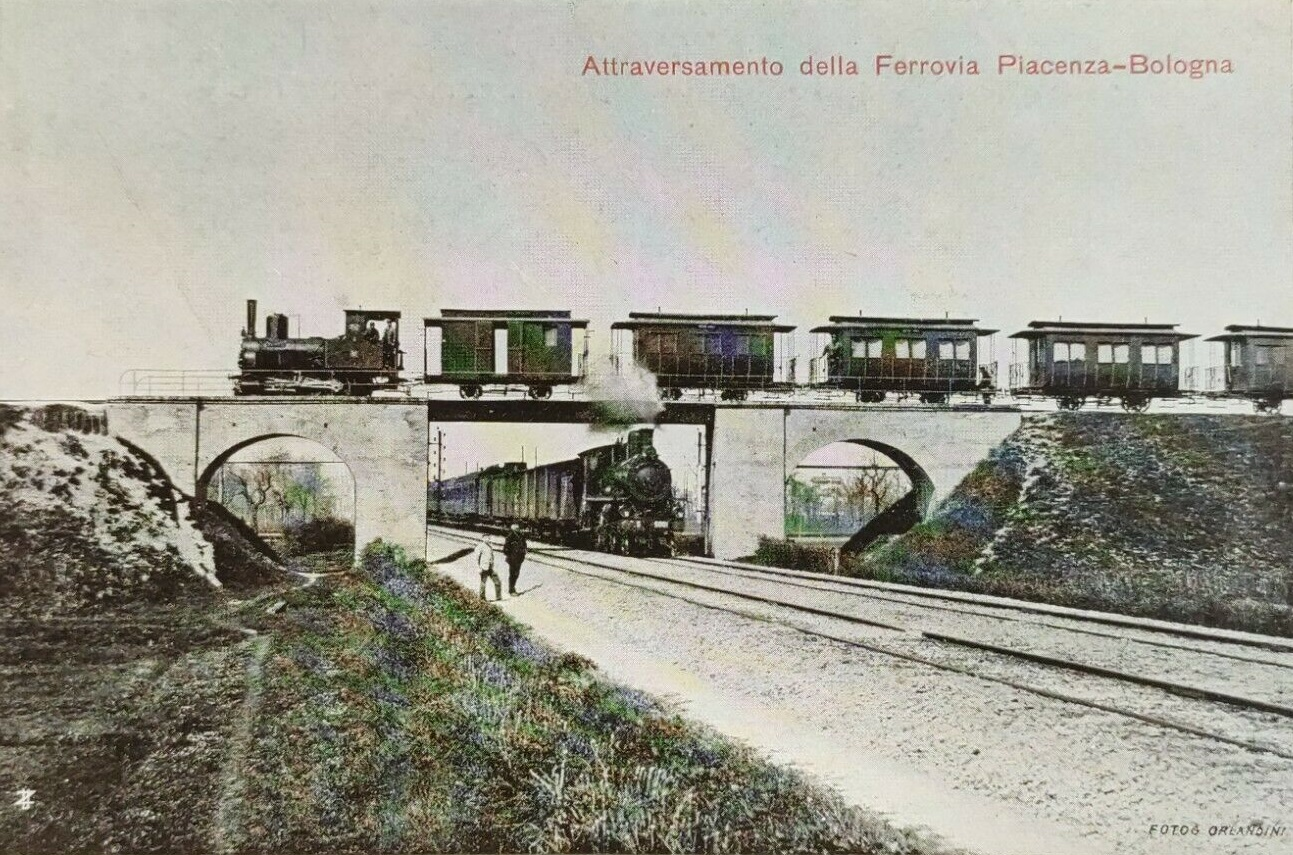
Attraversamento della ferrovia Bologna-Piacenza

La Società Anonima Ferrovia Sassuolo Modena Mirandola Finale (FSMMF) aveva ottenuto, dalla Provincia di Modena nel 1881, la concessione per l'esercizio della linea ferroviaria costruita a scartamento ridotto da 950 mm. Nel 1883 fu completato il tratto Modena-Mirandola, che venne attivato il 16 settembre. Il tratto, della lunghezza di 31,2 km, originariamente partiva nei pressi della Barriera Garibaldi a Modena e giungeva alla stazione di Mirandola FSMMF e presentava una pendenza massima del 10 per mille e raggi di curvatura di 300 m. La trazione originariamente fu a vapore con 5 piccole locotender della potenza di poco più di 100 CV. Il giorno successivo all'inaugurazione, il treno deragliò nei pressi della stazione di Staggia. L'8 aprile 1884 venne aperta al traffico la diramazione da Cavezzo-Villafranca a Finale Emilia.
La medesima concessionaria gestì la linea nell'ambito di una rete unitaria che comprendeva altresì la ferrovia Modena-Sassuolo e la tranvia Modena-Maranello.

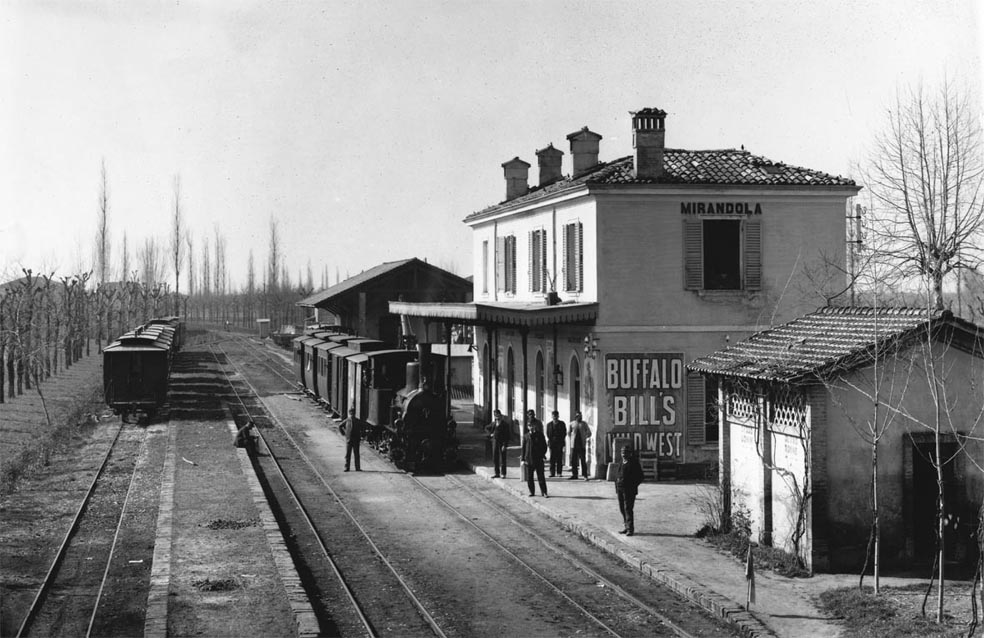
Prima stazione di Mirandola FSMMF. Sul muro è ben visibile un manifesto pubblicitario dello spettacolo Wild West di Buffalo Bill tenutosi a Modena il 6-7 aprile 1906

Nel 1917 la concessione della ferrovia passò alla SEFTA, che tra il 1929 e il 1932 operò l'elettrificazione e la conversione dello scartamento a quello normale.
La linea, che terminava alla stazione di Mirandola FSMMF, nei pressi dell'attuale condominio "I Tigli" situato in Viale della Libertà (all'epoca denominata Viale della Stazione) venne prolungata, fino al punto di interconnessione della costruenda Ferrovia Rolo-Mirandola (mai terminata) dove venne costruita ed inaugurata nel 1932 la nuova stazione di Mirandola SEFTA (tuttora esistente e ad oggi riconvertita a terminal per autocorriere).
Durante la seconda guerra mondiale, la ferrovia subì numerosi attacchi e bombardamenti da parte della forze alleate. Il 31 luglio 1944 l'aviazione alleata lancio 16 bombe sulla ferrovia nei pressi di Villafranca di Medolla, causando il rovesciamento di tre vagoni e l'interruzione della linea elettrica. Il 25 agosto gli aerei attaccarono con le mitragliatrici un convoglio nei pressi di Medolla, mentre il 16 settembre la stazione SEFTA di San Felice fu colpita dalle bombe. Il 2 ottobre furono distrutti dalle bombe 50 metri del binario di raccordo di San Felice e il 4 ottobre furono colpiti altri vagoni a Villafranca. Il 17 novembre furono bombardati 100 metri di binari al Malcantone di Medolla. Il 20 novembre fu completamente distrutta dalle bombe la stazione di Massa Finalese, uccidendo 9 donne e un ufficiale tedesco e ferendo 19 persone. Il 10 gennaio 1945 gli aerei alleati mitragliarono nuovamente un treno a Villafranca, uccidendo sei persone (tra cui il parroco di Quarantoli, don Alberto Fedozzi) e ferendo altre 31 persone. La ferrovia fu ristrutturata dopo i danni subiti durante la guerra, riprendendo il servizio già nell'agosto 1945.
Ciononostante, dopo l'acquisizione della SEFTA da parte dell'amministrazione provinciale di Modena nel 1963, la linea venne soppressa il 6 settembre 1964 e sostituita con il servizio passeggeri effettuato con autocorse. La ragione addotta fu il crollo del traffico passeggeri dovuto all'avvento della motorizzazione privata, che rendeva scomodo l'uso del treno, anche in conseguenza della lontananza delle stazioni dai centri abitati serviti. Il trasporto merci era esiguo e la linea, costruita su terreni alluvionali, richiedeva forti spese di manutenzione, che i proventi d'esercizio e le sovvenzioni statali non potevano più colmare.

## Diramazione Cavezzo-Finale Emilia
Il tratto che da Cavezzo raggiungeva Finale Emilia fu aperto all'esercizio l'8 aprile 1884. La tratta, della lunghezza di 20,11 km, aveva pendenza massima del 5 per mille e raggi di curvatura non inferiori a 300 metri.

## Percorso

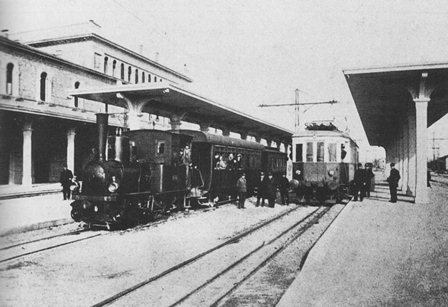
Stazione di Modena Piazza Manzoni tra il 1932 e 1937

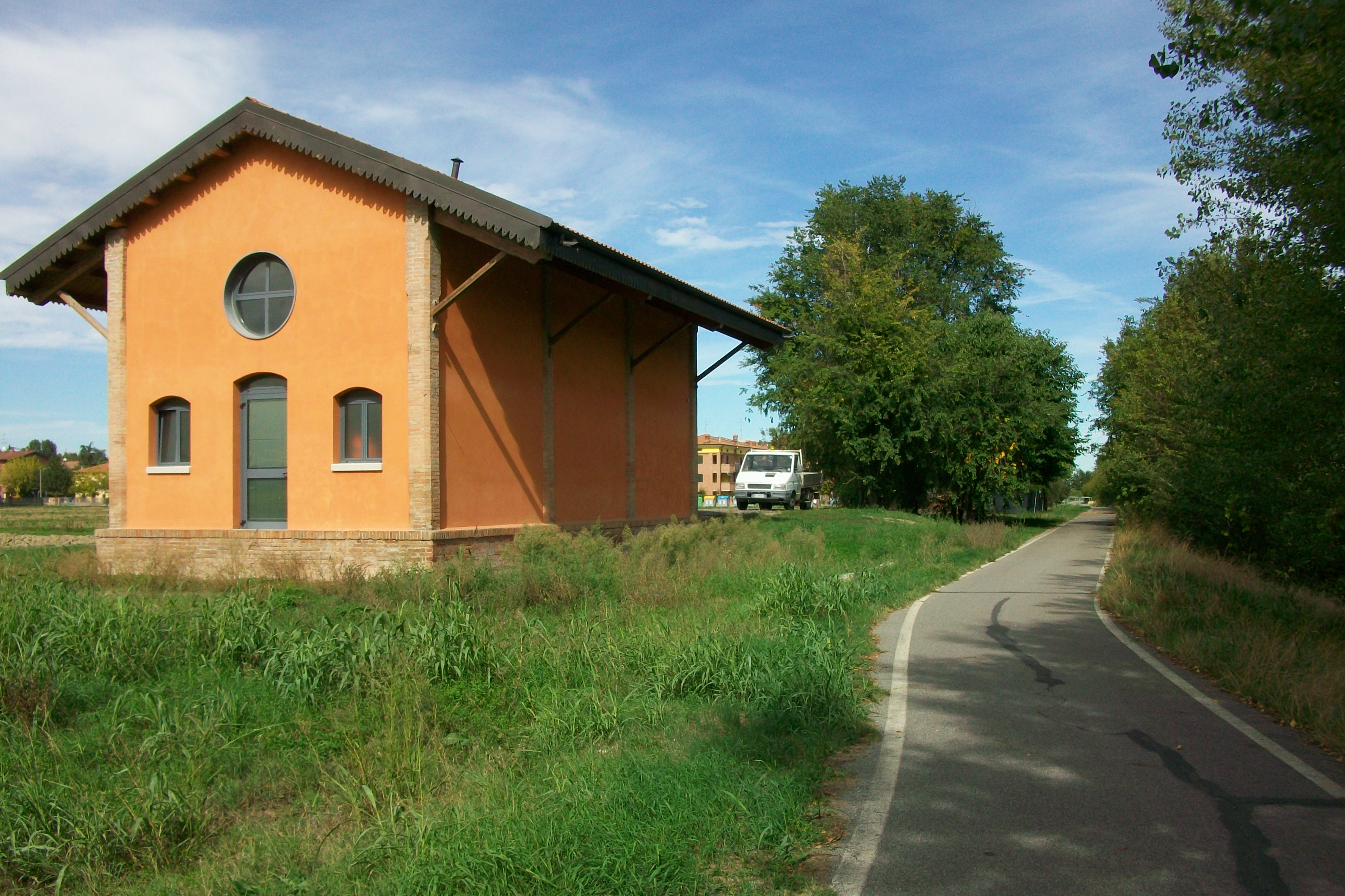
Deposito merci presso l'ex-stazione di Bastiglia, a lato la pista ciclabile ricavata dalla ferrovia

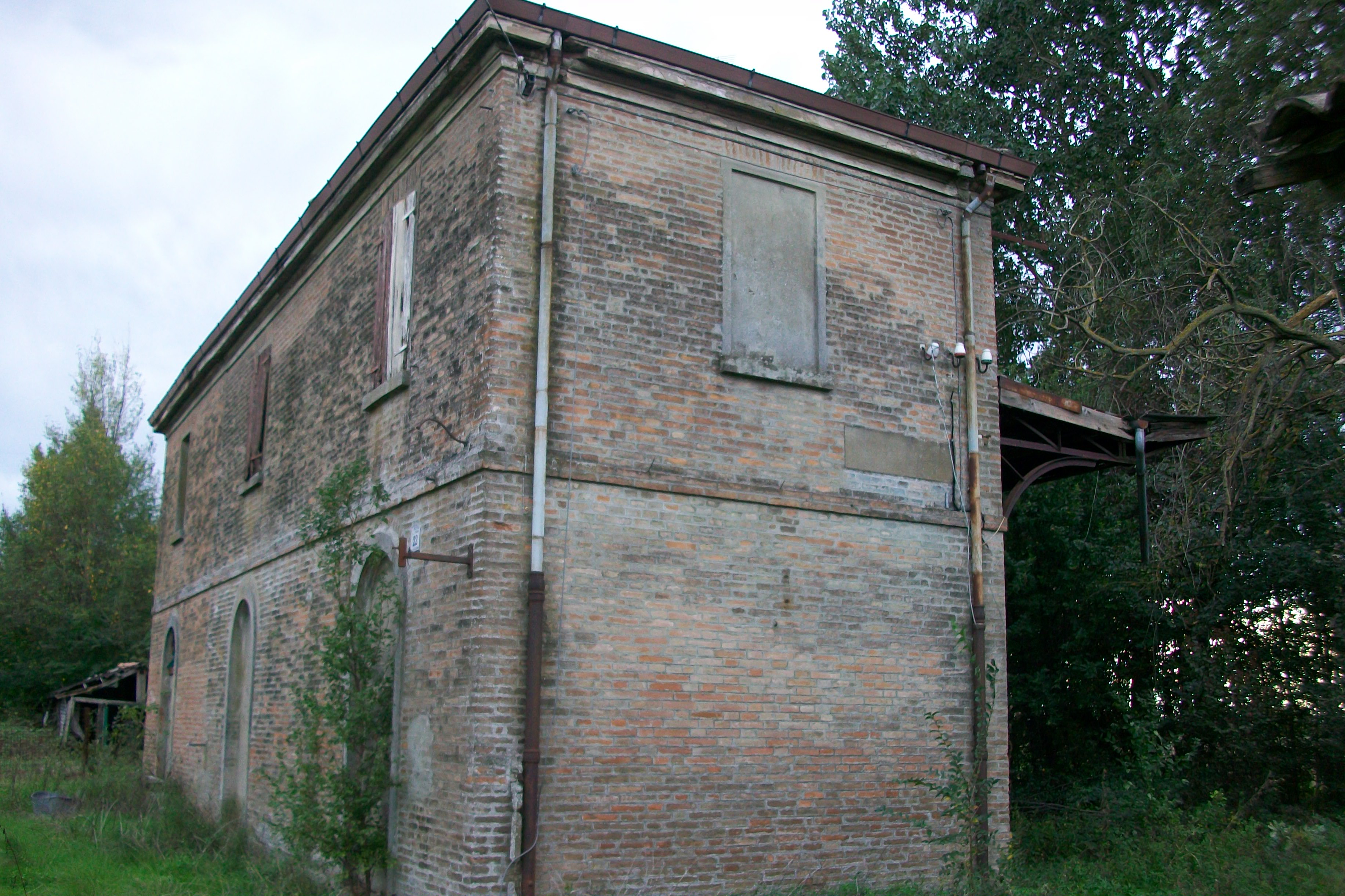
Ex stazione di Staggia (comune di San Prospero)

| Unknown route-map component "exCONTgq" | Unknown route-map component "ABZ+lxr" | Unknown route-map component "CONTfq" |

| Station on track |

| Unknown route-map component "CONTgq" | Unknown route-map component "KRZo" | Unknown route-map component "CONTfq" |

| Unknown route-map component "exCONTgq" | Unknown route-map component "eKRZo" | Unknown route-map component "exCONTfq" |

|  | Unknown route-map component "xABZgl" | Unknown route-map component "CONTfq" |

|  | Unknown route-map component "exABZg+l" | Unknown route-map component "exCONTfq" |

| Unknown route-map component "exDST" |

| Unknown route-map component "exHST" |

| Unknown route-map component "exHST" |

| Unknown route-map component "exBHF" |

| Unknown route-map component "exWBRÜCKE1" |

| Unknown route-map component "exHST" |

| Unknown route-map component "exBHF" |

| Unknown route-map component "exBHF" |

| Unknown route-map component "exBHF" |

| Unknown route-map component "exCONTgq" | Unknown route-map component "exABZgr" |  |

| Unknown route-map component "exHST" |

| Unknown route-map component "exHST" |

|  | Unknown route-map component "exABZgl" | Unknown route-map component "exSTR+r" |

|  | Unknown route-map component "exSTR" | Unknown route-map component "exKBHFe" |

| Unknown route-map component "exLCONTgq" | Unknown route-map component "exABZg+r" |  |

| Unknown route-map component "exBHF" |

|  | Unknown route-map component "exLSTRl" | Unknown route-map component "exLCONTfq" |

| Unknown route-map component "exCONTg" |

| Unknown route-map component "exBHF" |

|  | Unknown route-map component "exABZgl" | Unknown route-map component "exCONTfq" |

| Unknown route-map component "exHST" |

| Unknown route-map component "exBHF" |

| Unknown route-map component "exkABZg3" |

| Unknown route-map component "dCONTgq" | Unknown route-map component "ekABZq1" | Unknown route-map component "xKRZu+xk4" | Unknown route-map component "CONTfq" | Unknown route-map component "d" |

| Unknown route-map component "exHST" |

| Unknown route-map component "exBHF" |

| Unknown route-map component "exHST" |

| Unknown route-map component "exKBHFe" |

## Recupero

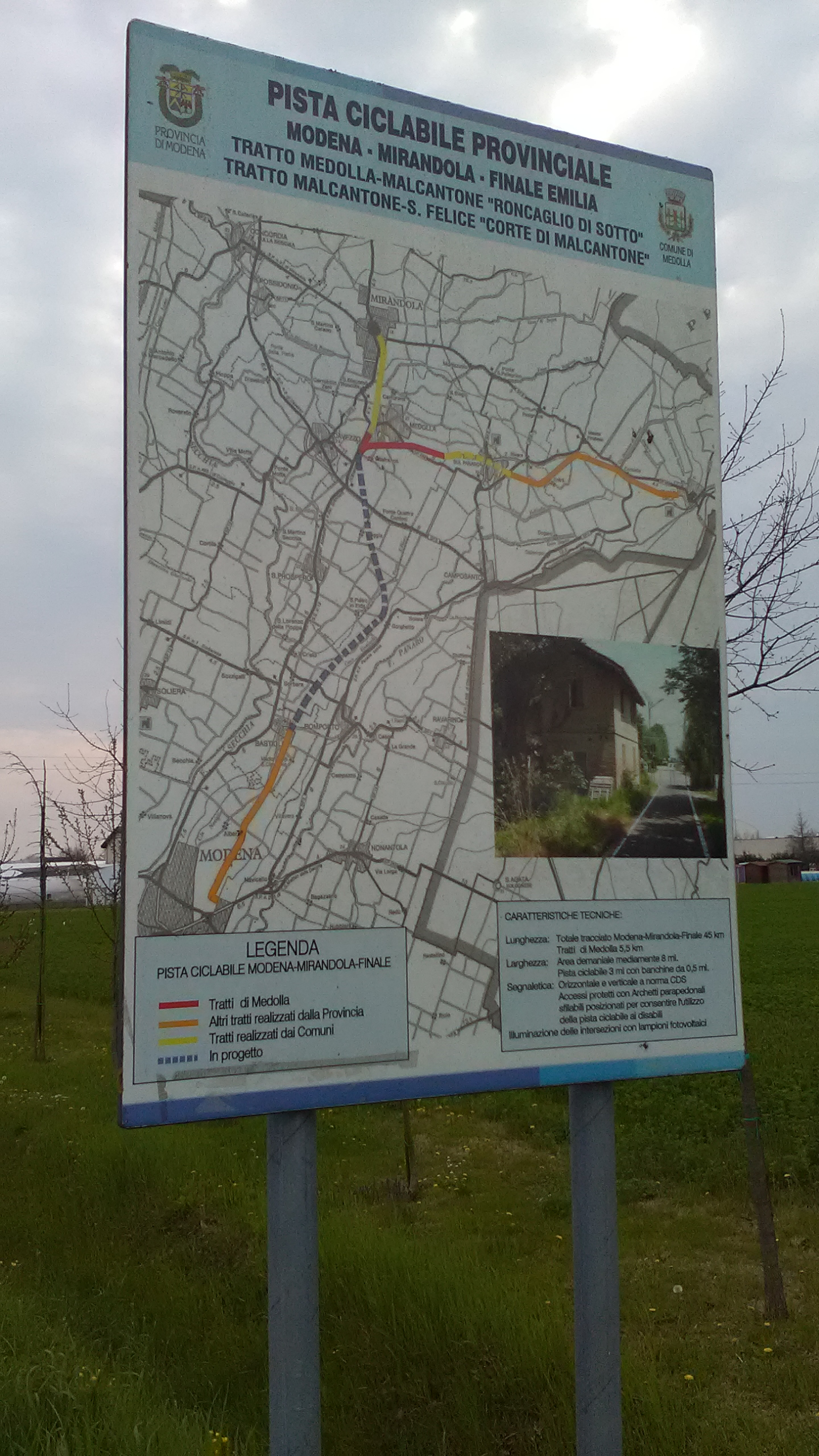
Cartello della pista ciclabile provinciale ex SEFTA

Il tracciato dell'ex ferrovia è oggetto di recupero e trasformazione in pista ciclabile da parte dell'amministrazione provinciale di Modena, che ha realizzato un percorso lungo circa 25 km, completamente asfaltato e pianeggiante, nella parte nord.

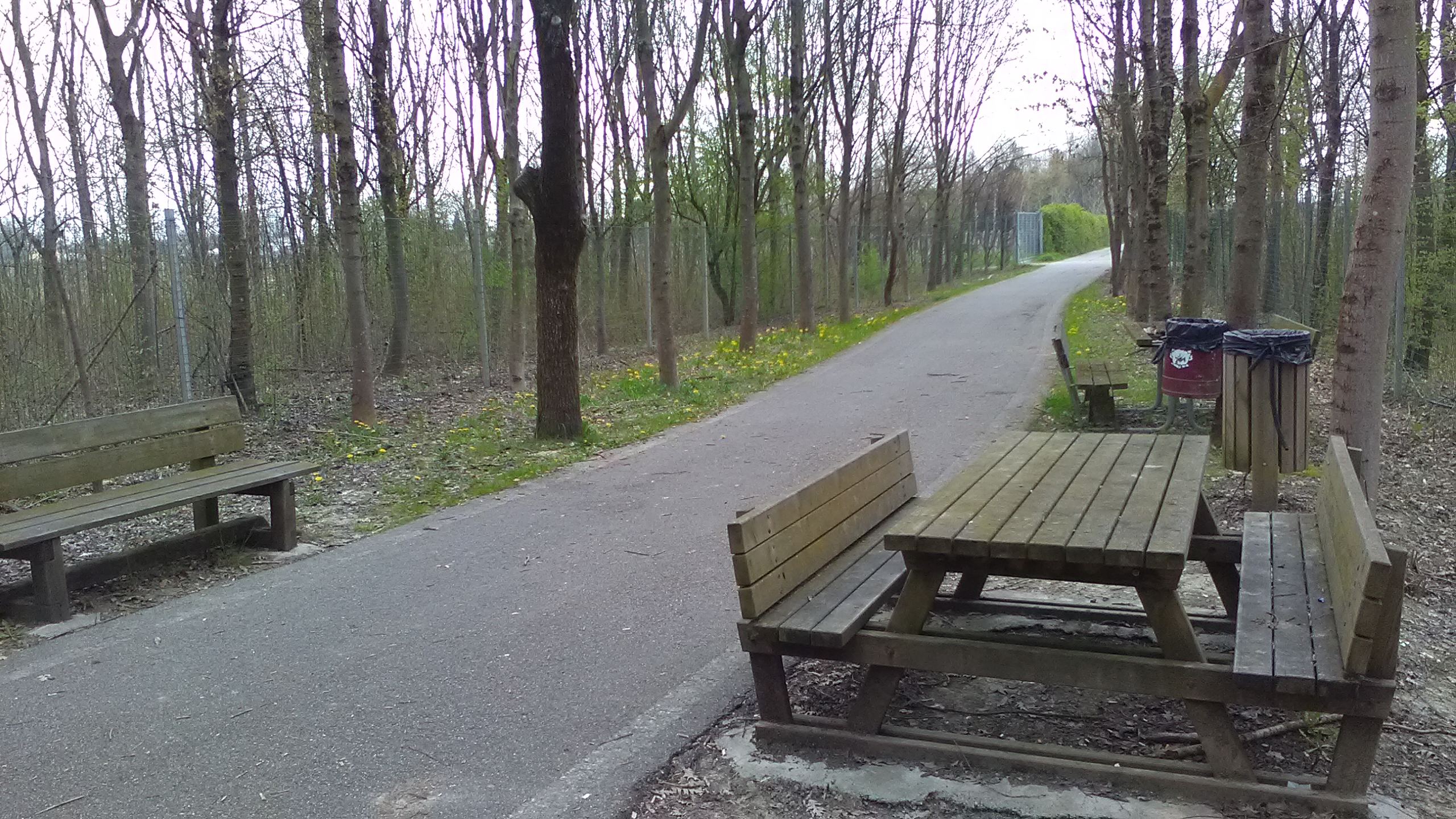
Area attrezzata nei pressi di Medolla

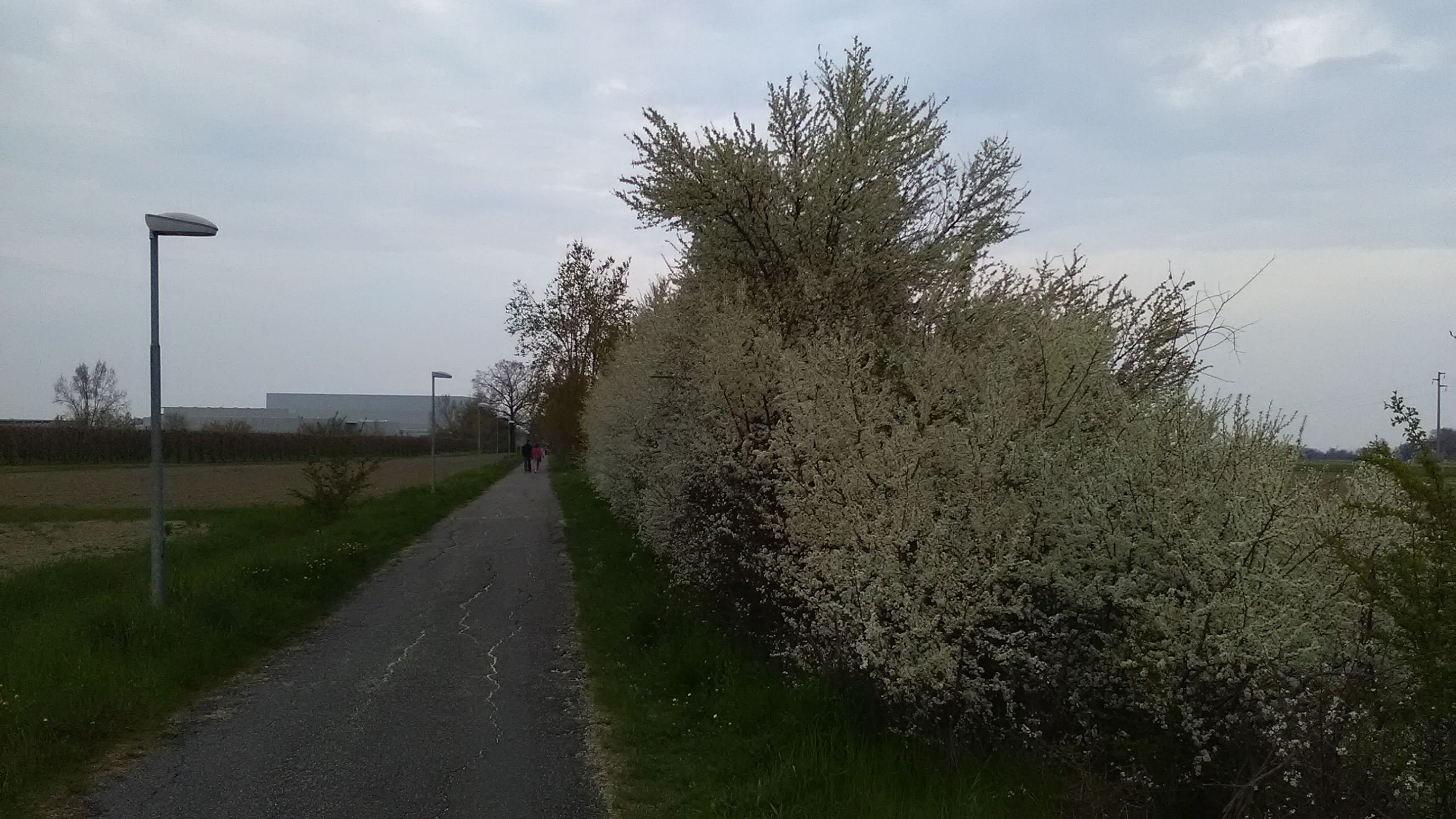
Pista ciclabile Chico Mendes

Inizialmente è stato riaperto il tratto da Mirandola a Medolla, intitolato all'ambientalista brasiliano Chico Mendes, mentre nel 2005 il tratto da Medolla a Villafranca è intitolato alle donne partigiane della seconda guerra mondiale. Il 23 giugno 2007 è stato inaugurato il tratto da San Felice sul Panaro a Finale Emilia.
Nella parte meridionale dell'ex ferrovia è stato realizzato, sempre nel 2005, un tratto di 8,5 km tra Bastiglia e Modena.
La manutenzione ordinaria dell'infrastruttura, di proprietà della provincia di Modena, è affidata ai comuni interessati attraverso un'apposita convenzione e un finanziamento provinciale annuale.
Resta ancora da iniziare il recupero del tratto centrale tra Villafranca di Medolla e Bastiglia, che attraversa i territori di San Prospero e Bomporto. Quest'ultime due amministrazioni comunali hanno deciso infatti dedicare le proprie risorse finanziarie prioritariamente altri collegamenti ciclopedonali, dal momento che il tracciato non attraversa nuclei abitativi particolarmente popolosi. Nel maggio 2011 i comuni di Bomporto e San Prospero hanno ribadito che le proprie priorità consistono nel completare prima i collegamenti con le frazioni.